# Bataille du convoi Espero
Seconde Guerre mondiale
Batailles
1940
- Vado
- Siège de Malte
- Club Run
- Convoi Espero
- Mers el-Kébir
- Punta Stilo
- Cap Spada
- Hurry
- Cap Passero
- MB.8
- Tarente
- Détroit d'Otrante
- White
- Cap Teulada

1941
- Excess
- Convoi AN 14
- Grog
- Abstention
- Baie de La Sude
- Cap Matapan
- Îles Kerkennah
- Crète
- Galite
- Substance
- Halberd
- Convoi Duisburg
- Cap Bon
- Syrte (1941)
- Rade d'Alexandrie

1942
- Syrte (1942)
- Calendar
- Bowery
- Albumen
- Harpoon
- Vigorous
- Pedestal
- Agreement
- Torch
- Stoneage
- Sabordage de la flotte française à Toulon
- Portcullis
- Banc de Skerki
- Olterra (navire auxiliaire)
- Raid sur Alger

1943
- Zouara
- Convoi de Cigno
- Convoi de Campobasso
- Corkscrew
- Husky
- Gela
- Scylla
- Pietracorbara
- Dodécanèse
  - Rhodes
  - Leros
  - Kos
- Convoi KMF-25A

1944
- Ist
- Raid sur Santorin
- Raid sur Symi
- Port-Cros
- La Ciotat
- Île de Pag

1945
Mer Ligure
- Convois alliés
  - convois de Malte
- Campagne des U-boote
- Campagne adriatique

La bataille du convoi Espero est le premier engagement naval entre les navires de guerre italiens et alliés de la Seconde Guerre mondiale, l'affrontement s'étant déroulé le 28 juin 1940 au sud-ouest de la Crète.
La Regia Marina choisit trois destroyers de classe Turbine commandés par le capitaine de vaisseau Enrico Baroni pour renforcer les positions italiennes de Cyrénaïque et livrer une unité de canons antichar. Mais, sur leur route, les navires rencontrent cinq croiseurs britanniques. Pris dans le feu des navires alliés, le destroyer italien Espero est coulé, mais les autres bâtiments parviennent à s'échapper.

## Arrière-plan
Le 10 juin 1940, l'Italie déclare la guerre à la Grande-Bretagne et à la France. Face à l'avance des forces blindées de l'armée britannique en Cyrénaïque, le haut commandement italien décide d'envoyer une unité antichar à Tobrouk le plus vite possible. L'unité comprend dix canons antichars, 110 tonnes de munitions et 162 soldats.

## Prélude
Les Italiens choisissent trois destroyers de classe Turbine (Espero, Zeffiro et Ostro), pour leur grande vitesse (36 nœuds, 67 km/h) et leur capacité de chargement. La flottille italienne est commandée par le capitaine de vaisseau Enrico Baroni. Deux petits navires d'escorte datant de la Première Guerre mondiale, le Pilo et le Missori, transportant 52 soldats et des approvisionnements supplémentaires, partent indépendamment pour Tobrouk quelques heures plus tard.
Au même moment, trois convois alliés — deux de Malte et un autre de Grèce — se dirigent vers Alexandrie. Ils sont couverts par sept croiseurs (deux croiseurs légers — HMS Capetown et Caledon — et cinq de la 7e escadrille de croiseurs: HMS Orion (navire amiral), Liverpool, Gloucester, Neptune et HMAS Sydney) et 16 destroyers. Les navires de guerre britanniques sont commandés par le vice-amiral John Tovey. L'opération alliée est soutenue par les hydravions à coque Sunderland d'Alexandrie et de Malte.

## La bataille

Carte de la bataille.

Les destroyers italiens sont localisés à midi par deux Sunderland à environ 80 km à l'ouest de l'île de Zante. Alors à portée de tir du 7e escadron du vice-amiral Tovey, l'ordre est lancée d'intercepter les Italiens en deux divisions.
Les 6 premiers salves de 150 mm des croiseurs alliés sont tirés à 18 h 30 sur la flottille italienne prise par surprise, à une distance de 16 000 mètres. Baroni comprend que la flotte britannique n'est pas à portée de tirs. Malgré la meilleure vitesse de ses navires, il décide de sacrifier l'Espero afin de permettre aux deux autres destroyers de s'échapper. L'Espero pose des écrans de fumée et tente des manœuvres de fuite pendant que les Zeffiro et Ostro se dirigent en toute sécurité vers le sud-ouest à pleine vitesse.
Les tirs sont nourris, l'Espero est touché à 19 h 20 à une distance de 13 000 mètres. À ce moment, le vice-amiral britannique Tovey abandonne la poursuite des deux autres destroyers. Un obus italien de 120 mm heurte le Liverpool à 50 cm au-dessus de la ligne de flottaison, ne causant que peu de dommages. Après 130 minutes de combat et environ 5 000 obus tirés, la 7e escadrille envoie l'Espero par le fond.
47 naufragés du destroyer italien sont récupérés à bord du Sydney, et six autres sont retrouvés vivants par un sous-marin italien près de 20 jours plus tard. Le capitaine Baroni, décédé lors de l'affrontement, est décoré à titre posthume de la Medaglia d´oro al valor militare.

## Conséquences
Les destroyers Zeffiro et Ostro atteignent Benghazi le lendemain et Tobrouk peu de temps après. Les deux tiers du convoi sont sauvés. Les navires Pilo et Missori arrivent également en toute sécurité en Libye avec leurs précieuses cargaisons après avoir été détournés vers le port de Tripoli. À l'inverse, les tirs massifs d'obus par les croiseurs britanniques exacerbent la pénurie de munitions à Alexandrie, de sorte que les convois prévus vers Malte sont reportés de deux semaines.
Des leçons sont tirées des deux côtés, après cette bataille. Pour les Alliés, la bataille montre qu'une action navale de jour à longue portée est peu susceptible d'être décisive lorsque les unités ennemies surpassent leur propre vitesse. Pour les Italiens, c'est une leçon sur l'importance d'une surveillance aérienne bien coordonnée : si des avions italiens avaient repéré les croiseurs alliés avant qu'ils ne soient à portée, les trois destroyers auraient pu s'en échapper indemnes.

## Ordre de bataille
(F) désigne navire amiral

### Alliés
- Vice-Amiral John Tovey – 7e escadrille de croiseurs

Croiseurs légers: Orion (F), Neptune, HMAS Sydney, Gloucester et Liverpool.

### Italien
- Capitaine de vaisseau Enrico Baroni – 2e escadron de destroyers

Destroyers: Espero (F), Ostro, Zeffiro